# Porostereum
Porostereum Pilát (skórnikowiec) – rodzaj grzybów z rodziny korownicowatych (Phanerochaetaceae). W Polsce występują dwa gatunki.

## Charakterystyka
Grzyby kortycjoidalne o bazydiokarpie rozpostartym, rozproszonym lub rozpostarto-odgiętym. Górna, sterylna powierzchnia owłosiona, brązowa do szarawej, hymenofor gładki do grudkowatego, zwykle o brązowym zabarwieniu i często z różowawym odcieniem. System strzępkowy dimityczny, strzępki generatywne ze sprzążkami, strzępki szkieletowe grubościenne, brązowe. Szkieletocystydy lub cystydy w hymenium jasnobrązowe, grubościenne, gładkie lub inkrustowane. Podstawki maczugowate z 4 sterygmami i sprzążką u podstawy. Bazydiospory cylindryczne do elipsoidalnych, gładkie, szkliste, nieamyloidalne, niecyjanofilne.
Według Hjortstama i Ryvardena (1990) Porostereum różni się od Lopharia brązowym owocnikiem, brązowymi cystydami i większymi zarodnikami. Różnice te potwierdzają także dane molekularne.

## Systematyka i nazewnictwo
Pozycja w klasyfikacji według Index Fungorum: Phanerochaetaceae, Polyporales, Incertae sedis, Agaricomycetes, Agaricomycotina, Basidiomycota, Fungi.
Polską nazwę zaproponował Władysław Wojewoda w 2003 r.
Gatunki występujące w Polsce:
- Porostereum spadiceum (Pers.) Hjortstam & Ryvarden 1990 – skórnikowiec szarobrązowy

Nazwa naukowa na podstawie Index Fungorum. Wykaz gatunków i nazwa polska według Władysława Wojewody.